# Zlatolist obecný

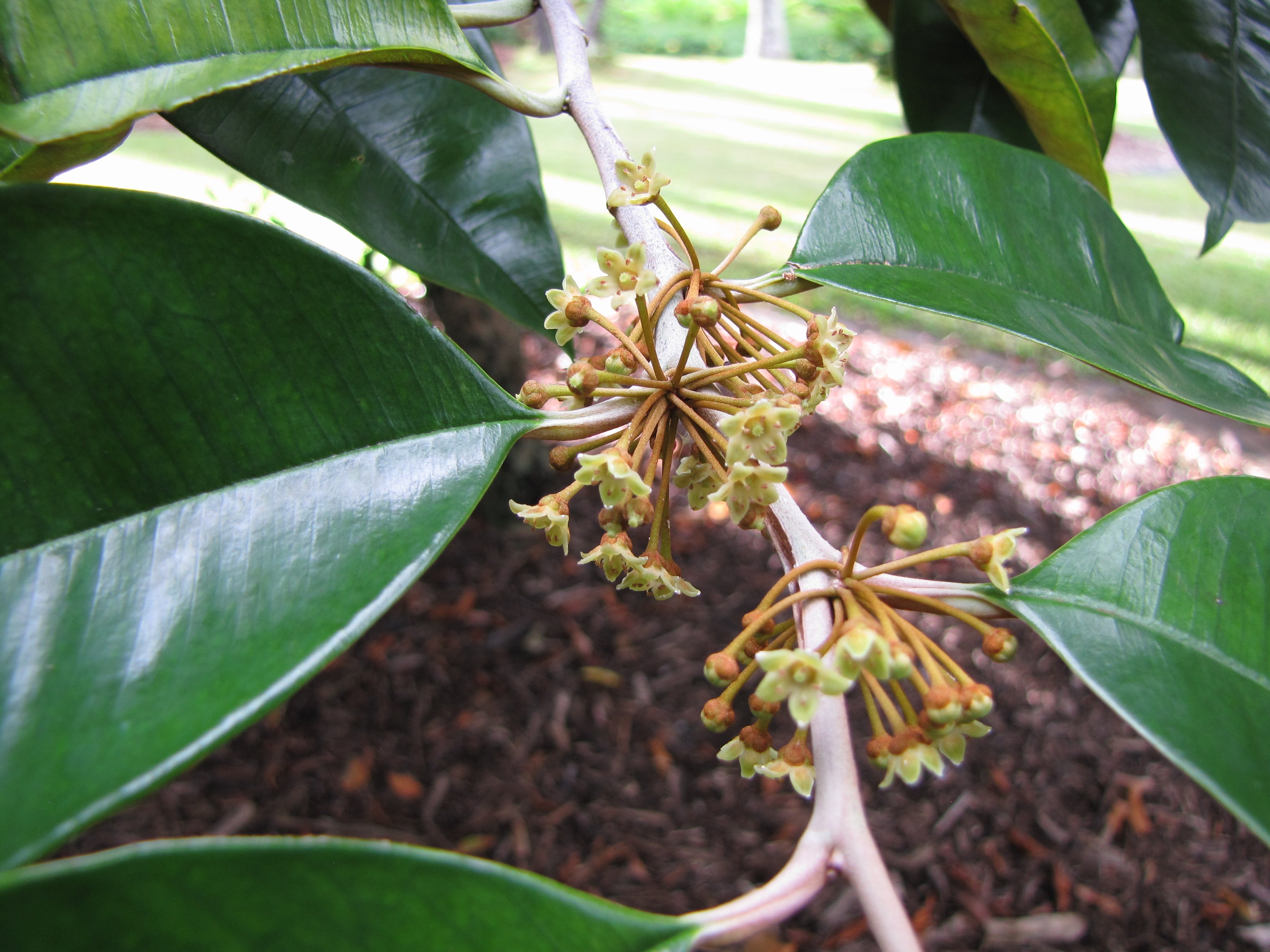
Květenství

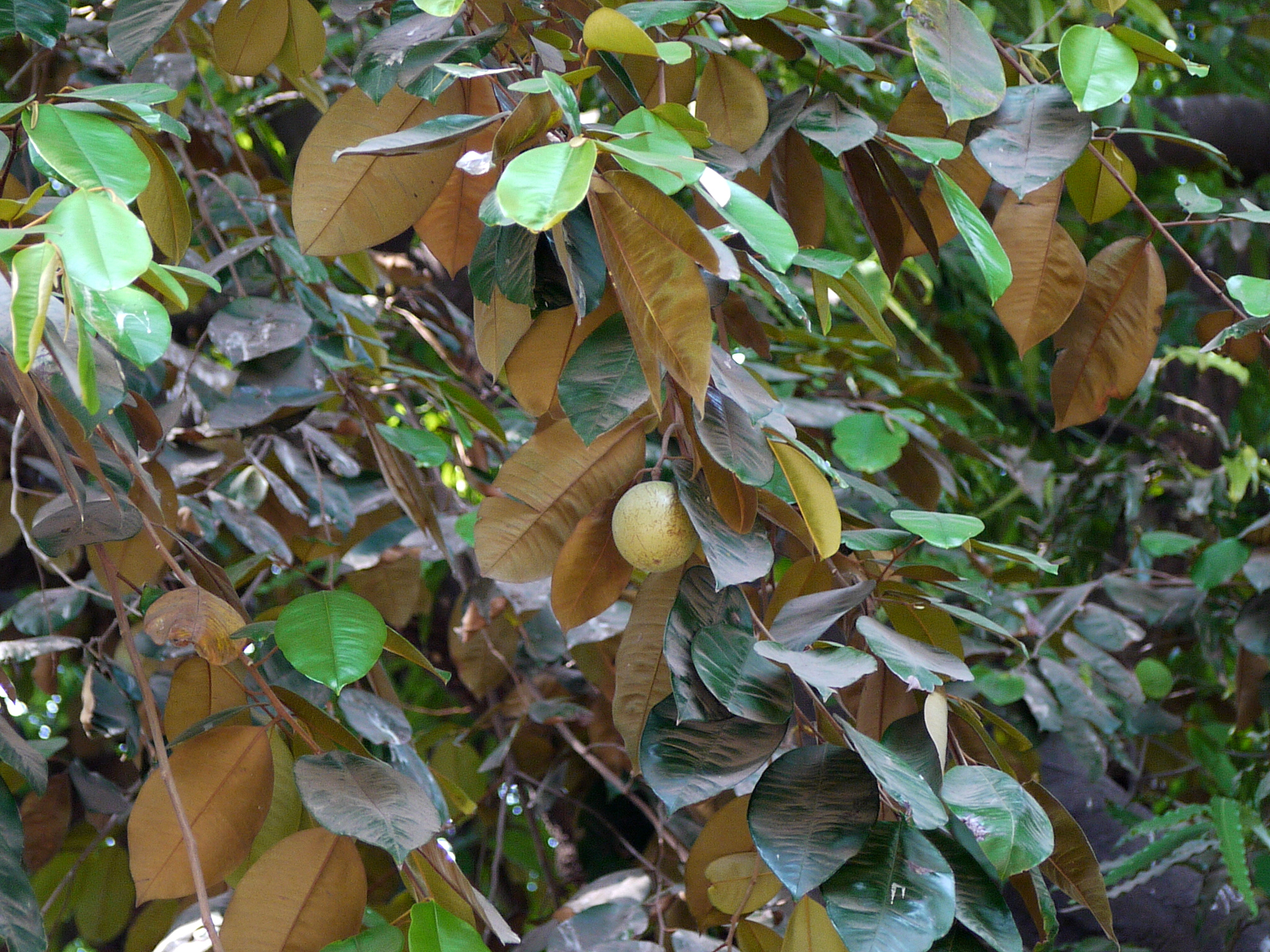
Líc a rub listů

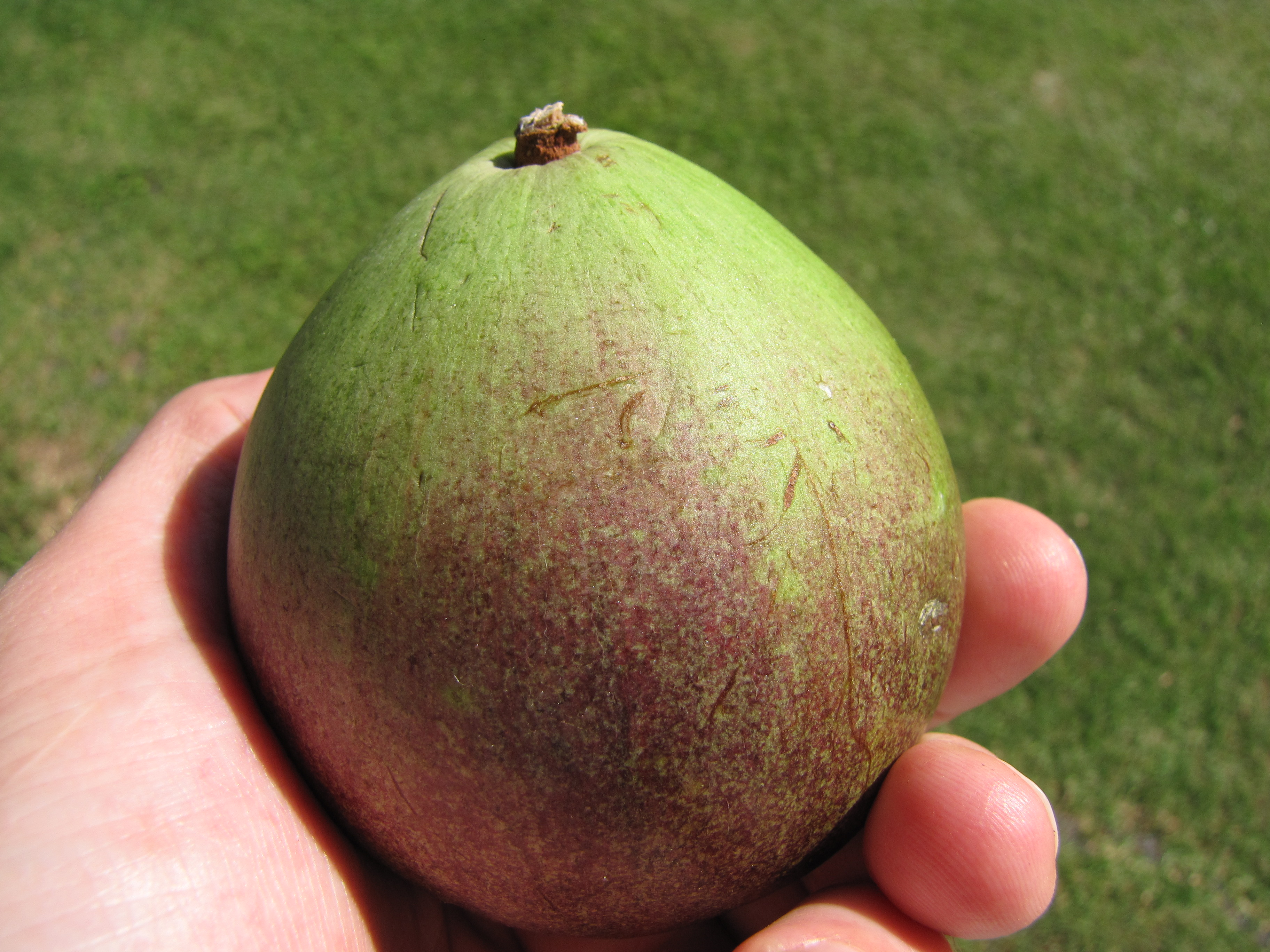
Plod

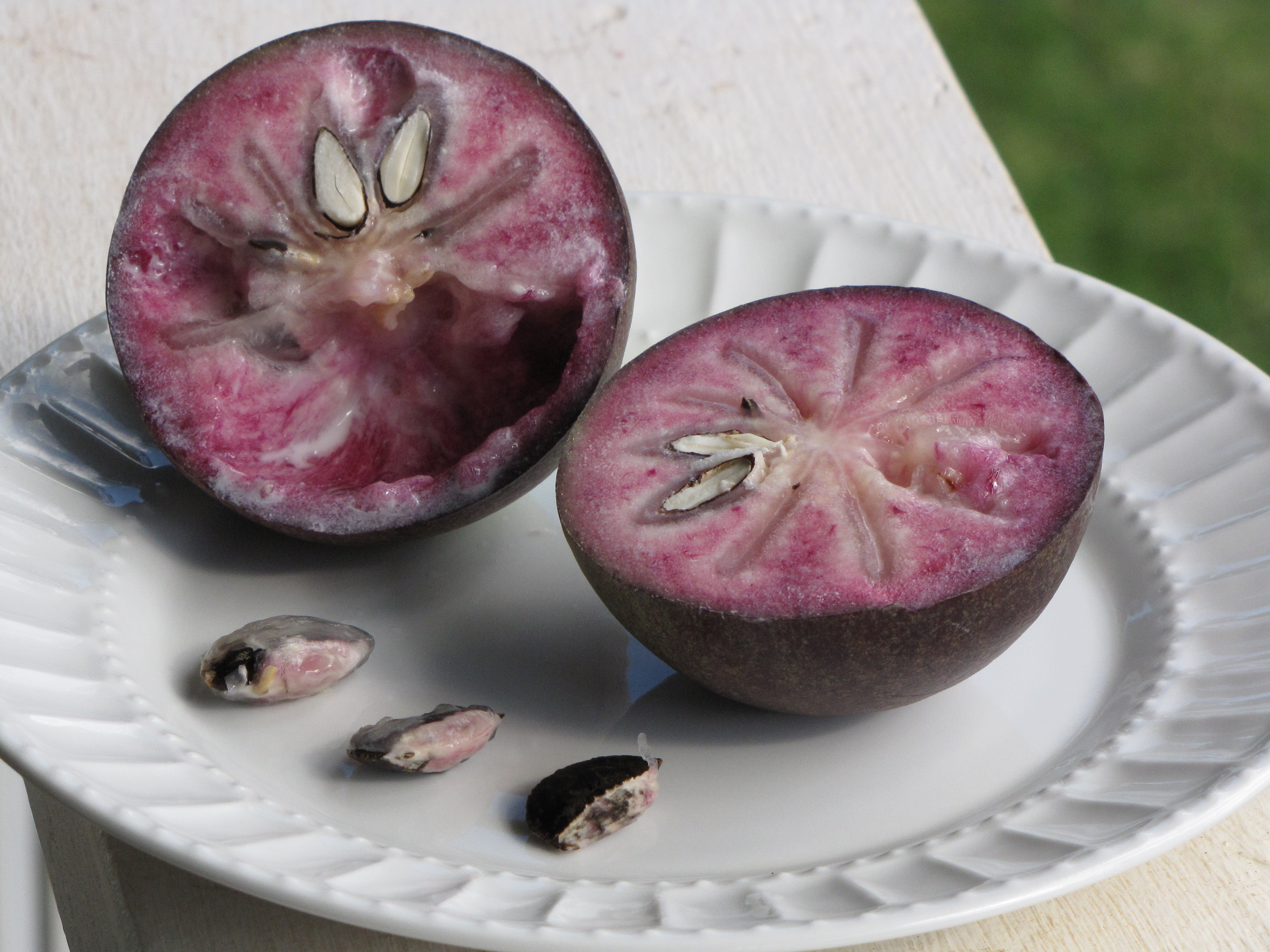
Rozpůlený plod a semena

Zlatolist obecný (Chrysophyllum cainito) je tropický, stálezelený strom, vysoký obvykle do 20 m, který plodí jedlé, purpurově hnědé nebo zelené plody. Rodové vědecké jméno zlatolist dostal podle listů, které jsou na lícní straně tmavě zelené a na rubové bývají zlatohnědé.

## Rozšíření
Druh je dřevinou rozšířenou v rozsáhlých tropických a teplých subtropických oblastech, vyskytuje se ve Střední a Jižní Americe včetně Karibiku a Havaje, stejně jako v jihovýchodní Asii, severní Austrálii a tropické východní Africe. Tam všude byl rozšířen ze své domoviny, ze středoamerické Panamy, ze země stejně malé jako je Česko. Jiní američtí botanikové, Paul Carpenter Standley a Louis Otho Williams, naopak zjistili, že pochází z ostrovů Západní Indie, konkrétně z Velkých Antil.

## Ekologie
Dřevina je velice teplomilná, dospělý strom nepřežije teplotu pod -2 °C a mladý strom i krátkodobý pokles pod -0,5 °C. Dobře poroste v zemině jílovité, písčité, snáší i silně vápnitou, ale potřebuje dokonalé odvodnění. Nejlépe se mu však daří v půdě výživné, hluboké a na teplém stanovišti. Optimální teplota pro růst je v rozmezí 22 až 35 °C a dešťové srážky mezi 1000 a 1400 mm. Kvete převážně v období dešťů a plody dozrávají následně o čtyři až pět měsíců později po opylení. Obvykle se vyskytuje až do 400 m nadmořské výšky.

## Popis
Stálezelený strom dorůstající do průměrné výšky 15 m s kmenem o tloušťce až 60 cm. Kmen bývá krátký a někdy mívá široké kořenové náběhy pomáhající s ukotvením. Kůra je hnědá, hrubá a nepravidelně rozpraskaná, vláknité lýko pod ní je světle žluté až oranžové a obsahuje bílý latex. Mladé větvičky jsou červenohnědé a plstnatě chlupaté.
Listy bez palistů jsou jednoduché, lysé, mírně kožnaté, mají červenohnědý řapík asi 1,5 cm dlouhý a vyrůstají střídavě, ve dvou řadách nebo ve spirále. Čepel listu je na lícní straně tmavě zelená a lesklá, na rubové zlatavě hnědá a saténově lesklá, bývá dlouhá 8 až 13 cm a široká 4 až 6 cm, podlouhlá nebo oválná, u báze je zúžená a na vrcholu krátce špičatá, po okraji celistvá a mírně zhrublá. Sekundární i terciární žilky listů vedou rovnoběžně, od střední žilky k okraji.
Květy na stopkách jsou drobné, nenápadné ale voňavé, zeleno-žluté nebo purpurově-žluté. Vyrůstají obvykle po pěti až třiceti ve svazečcích a vzácně i osaměle z paždí listů na konci větví nebo na místech jejich rozvětvení, případně i přímo na kmeni. Kalich je nálevkovitého tvaru a mívá čtyři až šest, nejčastěji pět chlupatých, zaoblených šupinovitých lístků. Koruna je zvonkovitá nebo válcovitá, je tvořená z pěti oválných nebo vejčitých laloků hvězdovitě rozložených. Tyčinky s extorzními vejčitými prašníky, kterých bývá čtyři až osm, jsou dlouhé 6 až 10 mm a jen o málo přečnívají korunní lístky. Méně často jsou v květu i kopinaté patyčinky střídající se s tyčinkami. Horní chlupatý semeník obsahuje po jednom vajíčku ve čtyřech až dvanácti oddílech, pestík má kratičkou lysou čnělku se sedmi až desetilaločnou bliznou. Květy jsou opylovány hmyzem.
Plod je bobule o průměru 5 až 10 cm, která bývá tmavě červená, tmavě fialová nebo světle zelená a je kulatá, elipsoidní, zploštělá nebo hruškovitá. Má lesklou, hladkou kůži která je u fialových plodů tlustá 6 až 12 mm a u zelených 3 až 5 mm; u obou je kůže plná nepoživatelného, hořkého latexu a musí se před konzumaci zcela odstranit. Pod kůži je měkká, bílá nebo purpurová, mléčně sladká, poněkud rosolovitá dužina obklopující šesti až jedenáctidílný endokarp, který je při příčném řezu bobule hvězdicovitého tvaru, obdobně jako u jablka (odtud pochází anglické pojmenování plodu „star apple“). V bělavých buňkách jsou tvrdá zploštělá, oválná, špičatá semena asi 2 cm dlouhá a 1,2 cm široká; bývá jich nejvýše deset a plody nejlepších odrůd jich mívají méně než tři. Do jednoho kg se vejde asi 1100 semen.

## Rozmnožování
Dřeviny se pěstují často ze semen, která si při umístění ve vlhku zachovávají životaschopnost po dobu několika měsíců a vyklíčí poměrně spolehlivě, po vysetí  do hloubky asi 1 cm klíčí za 14 až 40 dnů. Semenáč mívá prvé plody za pět let, plně plodí asi v deseti létech. Vegetativní množení zkracuje dobu do prvých plodů, řízky obvykle zakoření za čtyři až sedm měsíců. Pro pěstování určité odrůdy se používá roubování na podnož starou šest až osm měsíců. Při výsadbě na pole se umísťují na vzdálenost 10 až 12 m.

## Využití
Zlatolist obecný se pěstuje pro plody. Ty se konzumují tak, že se plod rozřízne napříč a vyjídá se lžičkou, latex z kůže nesmí přijít do kontaktu s dužinou. Plody ve zralosti nepadají ze stromu a sklízí na stromě stříháním stonku nůžkami nebo pomocí dlouhé bambusové tyče se sítí. Přezrálé plody ponechané na stromech sežerou ptáci a drobní hlodavci, kteří následně roznesou i semena.
Sklízet se musí v plné zralosti, u nezralého plodu je dužina gumová a má stahující chuť. U zralého je jeho kůže matná, maličko vrásčitá a plod je na dotek mírně měkký. Zralý plod v teple vydrží jen několik dnů, při uložení ve 3 až 6 °C asi tři týdny. Vzrostlý strom může za rok vyprodukovat asi 1000 plodů, jeden váží průměrně 250 gramů. Jedlá část plodů činí okolo 60 % obsahu. Dužina plodů se konzumuje čerstvá, chlazená nebo se podává jako přísada do zmrzliny a šerbetu, používá se na kompoty, ovocné saláty nebo se nakládá do konzerv.
Plody jsou také využívané v léčitelství, protože jsou slizovitého charakteru sloužívají ke zklidnění zánětu hrtanu nebo plic, případně se používají ke kloktání při bolestech v krku. Nezralé plody sloužívají k léčbě střevních poruch, ve větším množství způsobují zácpu. Odvar z kůry stromu nebo listů se používá jako prsní čaj nebo se též pije coby tonikum a stimulant. Hořké semeno rozdrceno na prášek se užívá jako diuretikum a protihorečný prostředek. Podrcené listy se přikládají na ránu při léčbě abscesu kůže.
Jádrové dřevo je narůžovělé nebo červenohnědé či nafialovělé, jeho měrná hmotnost je asi 0,7 t/m³. Je jemnozrnné, pevné, tvrdé, dobře se opracovává, v interiéru je trvanlivé, nikoliv ale v exteriéru. Bývá využíváno pro výrobu luxusního nábytku a pro speciální truhlářské práce, jako jsou balustrády, schodiště, nebo obklady stěn, používá se na kvalitní dýhu nebo překližku. Zlatolist obecný bývá vysazován i jako strom poskytující stín a je vhodný do blízkosti domů.